# 宣化市
宣化市，中国旧市名。
1949年以宣化县城区设置。原属察哈尔省，1952年改属河北省。1955年并入张家口市，降设宣化镇。1959年改区。1960年复设市，1963年又撤，复设张家口市宣化区。